# زوتلاره
زوتلاره (به هلندی: Zuidlaren) یک منطقهٔ مسکونی در هلند است که در تینارلو واقع شده‌است. زوتلاره ۱۰٬۰۸۰ نفر جمعیت دارد.